# Juan Antonio Estrada
Juan Antonio Estrada Díaz (Madrid, 8 de diciembre de 1945) es un filósofo, teólogo, escritor, docente y sacerdote católico español, miembro de la Compañía de Jesús.

## Formación
Licenciado en filosofía por la Universidad de Comillas de Madrid, en 1970, obtuvo posteriormente el doctorado en filosofía por la Universidad de Granada, con una tesis sobre la teoría crítica de Max Horkheimer. Hizo también estudios teológicos en la Universidad de Innsbruck (Austria), donde obtuvo el título de maestro en teología (1973). Completó los estudios del doctorado en teología en la Universidad de Múnich, con una beca del Gobierno alemán, y presentó su tesis doctoral en la Universidad Gregoriana de Roma (1977), en torno al tema de la teología dialéctica de Karl Barth.

## Docencia e investigación
Ejerció su docencia durante unos años en la Facultad de Teología de Granada. En 1988 fue apartado por la Iglesia católica, junto al también teólogo José María Castillo, y destituido de su puesto en dicha facultad de los jesuitas. Entonces se incorporó al Departamento de Filosofía de la Universidad de Granada, como profesor titular y luego como catedrático de filosofía hasta su jubilación en 2016. Ha impartido las asignaturas de teología natural, filosofía de la religión y filosofía contemporánea, así como cursos de doctorado y de máster en filosofía. Durante muchos años ha sido profesor invitado en diversas universidades e institutos de teología y de filosofía de países americanos: la Universidad Iberoamericana de México; la Universidad José Simeón Cañas (UCA) de San Salvador; la Universidad Centroamericana de Managua; la Universidad Católica de Asunción, Paraguay; la Universidad Rafael Landivar de Guatemala; la Universidad Xaveriana de Bogotá; la Universidad Alberto Hurtado y la Universidad Católica, ambas de Santiago de Chile. Ha sido, también, profesor invitado en facultades y centros superiores de Perú, Panamá, México, Estados Unidos, Argentina, Chile y Ecuador. La Universidad Iberoamericana de México le concedió el doctorado honoris causa en 2013. Es miembro de la Sociedad Española de Ciencias de las Religiones y de la Asociación de Teólogos Juan XXIII. Forma parte del consejo asesor de varias revistas de filosofía y de teología. Es miembro del grupo de investigación Antropología y Filosofía de la Universidad de Granada. Ha participado en varios proyectos de investigación internacionales y de excelencia, por ejemplo, La tarea del pensar ante el reto del nihilismo" (2005-2008), y ¿Conflicto o alianza de civilizaciones? La nueva sociedad del conocimiento ante la crisis de valores, la globalización y la multiculturalidad (2007-2010). Desde octubre de 2016, es profesor emérito de la Universidad de Granada.
Entre sus publicaciones hay obras de teología y de filosofía, algunas de ellas traducidas a otras lenguas. En filosofía, destacan con especial relevancia las dedicadas a autores de la Escuela de Fráncfort. Asimismo, ha colaborado en diccionarios y obras colectivas y ha escrito un sinnúmero de artículos de revista y de opinión en la prensa diaria. En el campo de la filosofía de la religión ha centrado su investigación en la problemática de la teodicea, de la teología natural y de la teología filosófica, con numerosos trabajos. En estos estudios, analiza la racionalidad de la fe en Dios, así como los interrogantes que propone el ateísmo y el agnosticismo a la fe cristiana y, en general, a las creencias religiosas.

## Obras filosóficas
- 1990 La teoría crítica de Max Horkheimer. Granada, Universidad de Granada. ISBN 84-338-1276-9
- 1994 Dios en las tradiciones filosóficas. I. Aporías y problemas de la teología natural. Madrid, Trotta. ISBN 84-8164-001-8
- 1996 Dios en las tradiciones filosóficas. II. De la muerte de Dios a la crisis del sujeto. Madrid, Trotta. ISBN 84-8164-098-0
- 1997 La imposible teodicea. Madrid, Trotta. ISBN 84-8164-182-0
- 1998 Identidad y reconocimiento del otro en una sociedad mestiza. México, Universidad Iberoamericana. ISBN 968-859-346-X
- 2001 Razones y sinrazones de la creencia religiosa. Madrid, Trotta. ISBN 84-8164-411-0
- 2003 Imágenes de Dios. Madrid, Trotta. ISBN 84-8164-584-2
- 2004 Por una ética sin teología. Habermas como filósofo de la religión. Madrid, Trotta. ISBN 84-8164-709-8
- 2005 Razones para creer y no creer en Dios. México, Universidad Iberoamericana. ISBN 968-859-576-3
- 2005 La pregunta por Dios. Entre la metafísica, el nihilismo y la religión. Bilbao, Desclée de Brouwer. ISBN 84-330-1963-5
- 2010 El sentido y el sinsentido de la vida. Madrid, Trotta. ISBN 978-84-9879-167-9
- 2015 ¿Qué decimos cuando hablamos de Dios? Madrid, Trotta. ISBN 978-84-9879-576-9.
- 2018 Las muertes de Dios. Ateísmo y espiritualidad. Madrid, Trotta. ISBN 978-84-9879-731-2.

## Obras teológicas
- 1984 La iglesia, ¿institución o carisma? Salamanca, Sígueme. ISBN 84-301-0950-1
- 1985 La iglesia: identidad y cambio. Madrid, Cristiandad. ISBN 84-7057-376-4
- 1986a Oración: liberación y compromiso de fe. Santander, Sal Terrae. ISBN 84-293-0753-2.
- 1986b La transformación de la religiosidad popular. Salamanca, Sígueme. ISBN 84-301-1004-6.
- 1988 Del misterio de la Iglesia al pueblo de Dios. Salamanca, Sígueme. ISBN 84-301-1042-9
- 1990 La identidad de los laicos. Madrid, Paulinas. ISBN 84-285-1339-2.
- 1991 La espiritualidad de los laicos. Madrid, Paulinas. ISBN 84-285-1483-6
- 1999 Para comprender cómo surgió la Iglesia. Estella, EVD. ISBN 84-8169-304-9
- 2006 El cristianismo en una sociedad laica. Bilbao, Desclée de Brouwer. ISBN 84-330-2048-X
- 2008a Religiosos en una sociedad secularizada. Madrid, Trotta. ISBN 978-84-9879-009-2
- 2008b Una eclesiología desde los laicos. Vitoria, Instituto Teológico de Vida Religiosa. ISSN 1138-2325.
- 2013 De la salvación a un proyecto de sentido. Bilbao, Desclée de Brouwer. ISBN 978-84-330-2615-6
- 2019 Los ejercicios de Ignacio de Loyola. Vigencia y límites de su espiritualidad Bilbao, Desclée De Brouwer. ISBN 978-84-330-3079-5